# Kyrinion
Kyrinion is een geslacht van uitgestorven basale tetrapoden dat behoort tot de Baphetidae. Het leefde in het Laat-Carboon (ongeveer 318 - 306 miljoen jaar geleden) en zijn fossiele overblijfselen zijn gevonden in Engeland.

## Naamgeving
Het holotype NEWHM: 2000.H845 werd in 1993 bij toeval gevonden door paleontoloog David Michael Martill in een rots op een strand in Whitley Bay, County Tyne and Wear. In 2003, na de preparatie van het fossiel, kon paleontologe Jennifer A. Clack het exemplaar beschrijven en benoemen. De typesoort is Kyrinion martilli. De geslachtsnaam is een combinatie van het Grieks kyreoo, 'aan het licht brengen', en inion, 'achterhoofd': Martill zag dat uit de rots steken. De soortaanduiding eert hem als ontdekker. Het exemplaar wordt nu bewaard in het Hancock Museum in Newcastle upon Tyne. Het holotype bestaat uit een schedel met onderkaak en een wervel.

## Beschrijving
Dit dier moet hebben geleken op een grote salamander met een bijzonder langwerpige kop. Aangenomen wordt dat een volwassen exemplaar twee meter lang kan worden. De gevonden fossielen bestaan uit een bijna complete schedel, een deel van de kaak, een wervelboog van de atlas (de wervel verbonden met de schedel) en een rib, waarschijnlijk behorend tot een halswervel. De schedel is goed bewaard gebleven en bevat ook de staafvormige stijgbeugels, de botten van het oor. De oogkassen waren bijna driehoekig van vorm, met een merkbare verbreding aan de voorkant; De gebieden die het verhemelte met de kaken en de schedel verbonden, maakten de schedel volledig stijf en onbuigzaam. Lateraallijnen, gebruikt voor magnetische zintuiglijke waarneming in het water, waren aanwezig op het quadratojugale bot achter de ogen. De onderkaken misten enkele onderscheidende kenmerken die gevonden werden bij andere soortgelijke dieren (de baphetoïden), zoals de tanden van de parasymfysaire plaat (een deel van het bot boven de mandibulaire symphysis).

## Fylogenie
Kyrinion is een vertegenwoordiger van de Baphetidae, een groep grote aquatische tetrapoden die vaag lijken op salamanders, typisch voor het Carboon. Onder de Baphetidae lijkt het erop dat Kyrinion nauw verwant was aan de geslachten Loxomma en Megalocephalus; in 2009 werden deze drie geslachten opgenomen in de onderfamilie Loxommatinae (Milner et alii, 2009).